# 東森購物

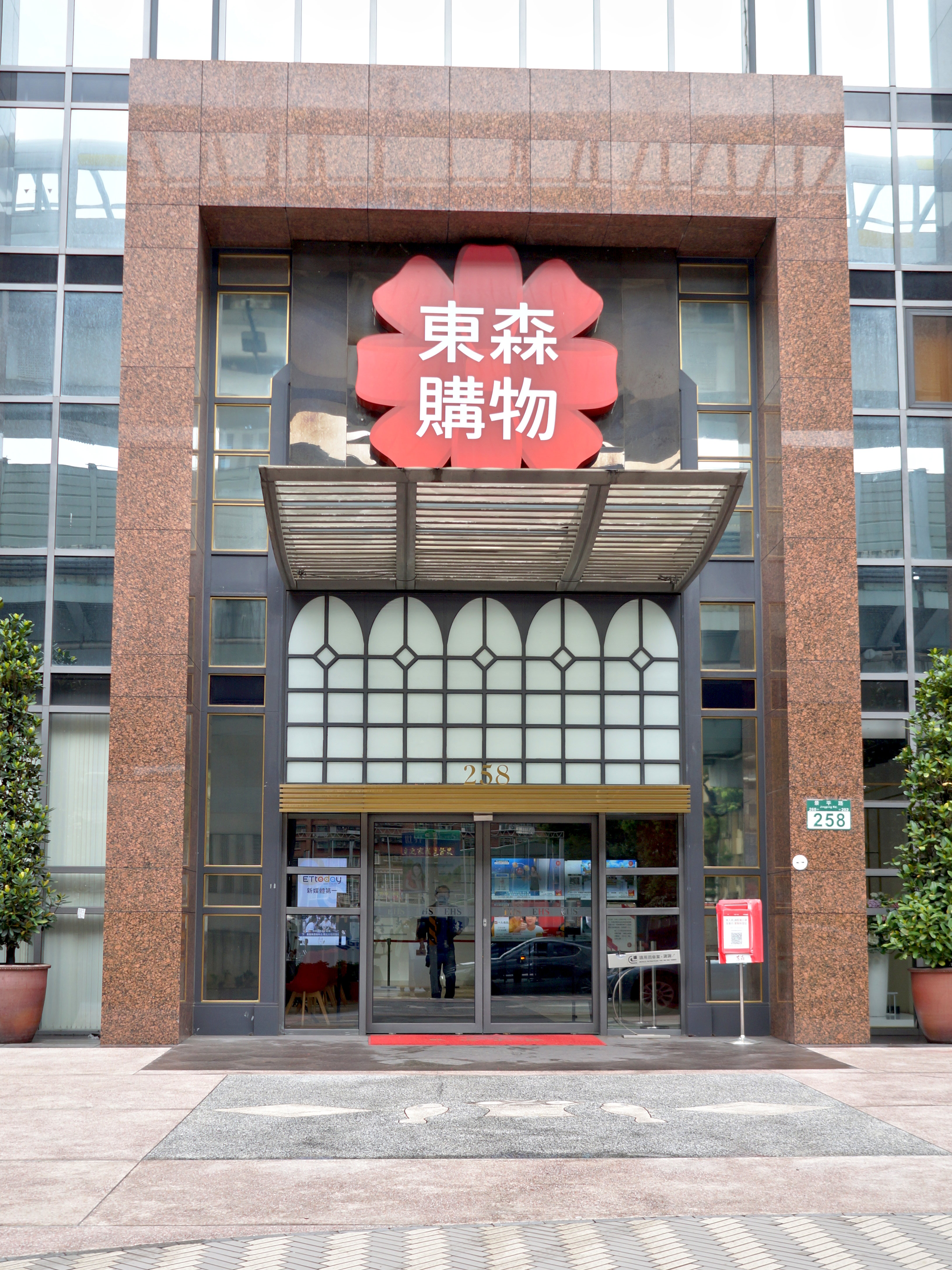
東森購物總部

東森得易購股份有限公司，簡稱EHS，是台灣電視史上第一家電視購物業者，1999年12月21日由王令麟成立，電視購物品牌為東森購物。

## 歷史
- 1999年12月，遠東倉儲（東森國際前身）轉投資成立得易購電視購物百貨股份有限公司，後更名為東森得易購股份有限公司（Eastern Home Shopping & Leisure Co., Ltd.）[2]。
- 1999年12月21日，東森購物開台，是台灣第一家電視購物業者，定頻於有線電視第9頻道。
- 2003年，東森購物2台開播，定頻於有線電視48頻道。
- 2004年，東森購物3台開播，定頻於有線電視55頻道。
- 2005年，東森購物5台及東森購物熱銷台（後來更名為東森購物4台）開播。同時，購物1台改為47頻道，購物3台改為59頻道，熱銷台定頻為35頻道，購物5台定頻於60頻道。
- 2006年，東森得易購首度向在黃金時段銷售的廠商收取行銷費，但達成業績目標的廠商可拿回行銷費，情況類似保證金[3]。
- 2006年11月18日，東森得易購與香港上海滙豐銀行合作HSBC Direct專案於東森購物1台首播[3]。
- 2008年，身陷力霸案的王令麟以新台幣90億元出售東森得易購給新加坡匯亞基金總裁梁家鏘，梁家鏘之妻梁馬利擔任東森得易購董事長，東森購物英文品牌從「Eastern Shopping」改為「EHS」，東森購物台標從紅色立方體變成紅色球形。
- 2008年1月18日，尖端利潤（Peak Profit BVI）以3.4億美元收購東森得易購100%股權。尖端利潤董事長張水江曾任年代電視董事長、三立電視執行長，他強調，他與尖端利潤在此收購交易以前、過程中或往後完成交易，都與王令麟及其家族或關係人沒有任何商業關係[4]。
- 2009年11月，東森得易購與中華電信宣布共同推出互動購物服務，中華電信MOD開設「東森購物商城」。
- 2012年9月5日，梁家鏘以新台幣26億元出售東森得易購給王令麟，王令麟指示股東蔡豪出面協調。
- 2012年9月6日，梁家鏘與王令麟簽約；隔天，東森得易購法人代表（親民黨副秘書長）劉文雄陪同森森百貨關係人入主東森得易購，由於時間快且秘密執行，令人出乎意料。
- 2012年9月10日，馥甲建設董事長兼勁鑫貿易董事長陳世志證實，他已經以勁鑫貿易董事長名義取得東森得易購經營權，此次出手是透過銀行團的朋友牽線；具體的交易金額，因有簽保密協定，不便公開[5]。
- 2012年10月18日，森森百貨董事會通過，將收購東森得易購超過51%股權，成為東森得易購最大股東。森森百貨董事趙世亨說，森森百貨預定取得東森得易購70%至80%、甚至100%股權，東森得易購將成為森森百貨子公司、東森國際孫公司，收購金額初估超過新台幣10億元，實際交易金額將視收購股權比例而定[6]。
- 2014年，購物2台改為34頻道，購物3台改為46頻道。
- 2017年4月1日，東森得易購與森森百貨合併，以東森得易購為存續公司，公司名稱仍為東森得易購股份有限公司[7]，東森國際直接或間接持有25.87%股權[8]；同日，東森購物1台、東森購物2台與東森購物3台正式在中華電信MOD上架播出。
- 2017年9月1日，東森購物4台、東森購物5台開播。
- 2018年1月1日，東森購物4台於有線電視停播，在中華電信MOD正常播出。
- 2018年1月15日，東森得易購取得香港販售美妝保養電商《草莓網》「Strawberry Cosmetics Holdings Limited（BVI）」股權案，交易金額達新台幣10.6億元，取得76%股權。
- 2018年9月26日，東森購物1台、東森購物2台、東森購物3台及東森購物5台於YouTube上架播出。
- 2018年10月11日，王令麟回任東森得易購董事長。
- 2019年3月29日，東森得易購宣布聘請美國籍高階主管George Bayer擔任節目部副總，創下台灣電視購物業界首例[9][10]。
- 2019年4月9日，東森得易購與浪Live合作網紅直播銷售商品，採導購商業模式。連續七天推出直播節目《浪我們相約買個購》，合作之浪Live直播主包括茶米Debby、卡馬先生、劉千千、君君、芳小如、星樺、薛薛。
- 2019年7月23日，東森得易購宣佈，東森得易購法務長楊俊元升任草莓網跨境電商執行長暨東森得易購「電子商務事業部」及「全球商貿中心」執行長。
- 2019年8月6日，東森購物台上架展雋創意旗下聯網電視平台OVO，觸及有線電視以外客群。
- 2019年11月29日，東森得易購執行長楊俊元獲選《經理人月刊》「100MVP經理人」。
- 2020年11月，東森得易購以新台幣7,500萬元併購華人衛星電視傳播機構成員公司熊媽媽電商，持股75%。2022年12月8日，熊媽媽電商旗下生鮮電商網站「熊媽媽買菜網」停業。

## 自營品牌
- 東森De Mon SPA會館
- 優適活

## 合作結盟
- 草莓網[11]

## 外部連結
- ET Mall東森購物 （页面存档备份，存于）（繁體中文）
- Her森森購物網 （页面存档备份，存于）（繁體中文）
- 台灣公司資料 （页面存档备份，存于）
- EHS東森購物 APP(Android版) （页面存档备份，存于）
- EHS東森購物 APP(ios版) （页面存档备份，存于）
- 299 東森購物1台－中華電信 MOD 網站 （页面存档备份，存于）
- 365 東森購物2台－中華電信 MOD 網站 （页面存档备份，存于）
- 349 東森購物3台－中華電信 MOD 網站 （页面存档备份，存于）
- 399 東森購物4台－中華電信 MOD 網站 （页面存档备份，存于）
- 546 東森購物5台－中華電信 MOD 網站 （页面存档备份，存于）
- 東森購物的Facebook專頁（繁體中文）
- YouTube上的Live東森購物台頻道